# La Coromina (Sant Martí de Llémena)
La Coromina és un edifici de Sant Martí de Llémena (Gironès) inclosa a l'Inventari del Patrimoni Arquitectònic de Catalunya.

## Descripció
És un conjunt format per la masia, l'era i la pallissa, adossada a la masia per la part posterior dreta. De planta rectangular, una sola nau, teulat a dues aigües i carener perpendicular a la façana. S'hi ha fet un forjat intermedi. Al davant de la pallissa hi ha l'era.
La masia és de planta rectangular, de planta baixa i dos pisos, teulat a dues aigües i carener paral·lel a la façana principal. L'accés es fa per una porta de llinda planera. Al primer pis hi ha quatre finestres, una amb motius goticitzants, igual que la de l'esquerra, datada (1573). La façana posterior té també tres finestres treballades, la central datada el 1611. Totes les obertures són fetes de pedra de marès.

## Història
Dates a llindes: 1573 i 1611.